# 粟島汽船 (新潟県)
粟島汽船株式会社（あわしまきせん）は、新潟県村上市の岩船港と岩船郡粟島浦村とを結ぶ定期航路を運航する第三セクターの海運会社である。

## 歴史
1953年（昭和28年）5月1日に粟島浦汽船株式会社として運航を開始した。粟島と本土を結ぶ唯一の交通手段である。近年の来島者は2万人台で推移しており、輸送実績は2009年度は56,280人、2017年度は51,907人と減少傾向にある。
2020年（令和2年）、新型コロナウイルス感染症の流行による社会混乱で観光客の受け入れがほとんどできなくなったことから過去最大の赤字となった。これを受けて同年12月からクラウドファンディングが行われた。

### 職員による不正行為
2021年3月から2022年5月にかけて、当時の総務部長と総務課長が給与改定通知書の偽造などにより手当を不正受給していた問題が発覚した。2名は1540万円を不正受給していたほか、総務部長の指示で職員24人に約750万円を不正受給させていた。2名は懲戒解雇となった上、主導的立場にあった元総務部長は刑事告訴され、第三者委員会の調査と報告書に基づき再発防止策がとられた。従来、代表者には慣例的に粟島浦村長が就任していたが、経営立て直しのため、2023年1月19日の臨時株主総会と取締役会で、神戸市の和幸船舶社長の安井和弥を新社長に選任、村長の脇川善行は副社長に就いた。外部人材の社長就任は1997年3月以来であった。

## 航路

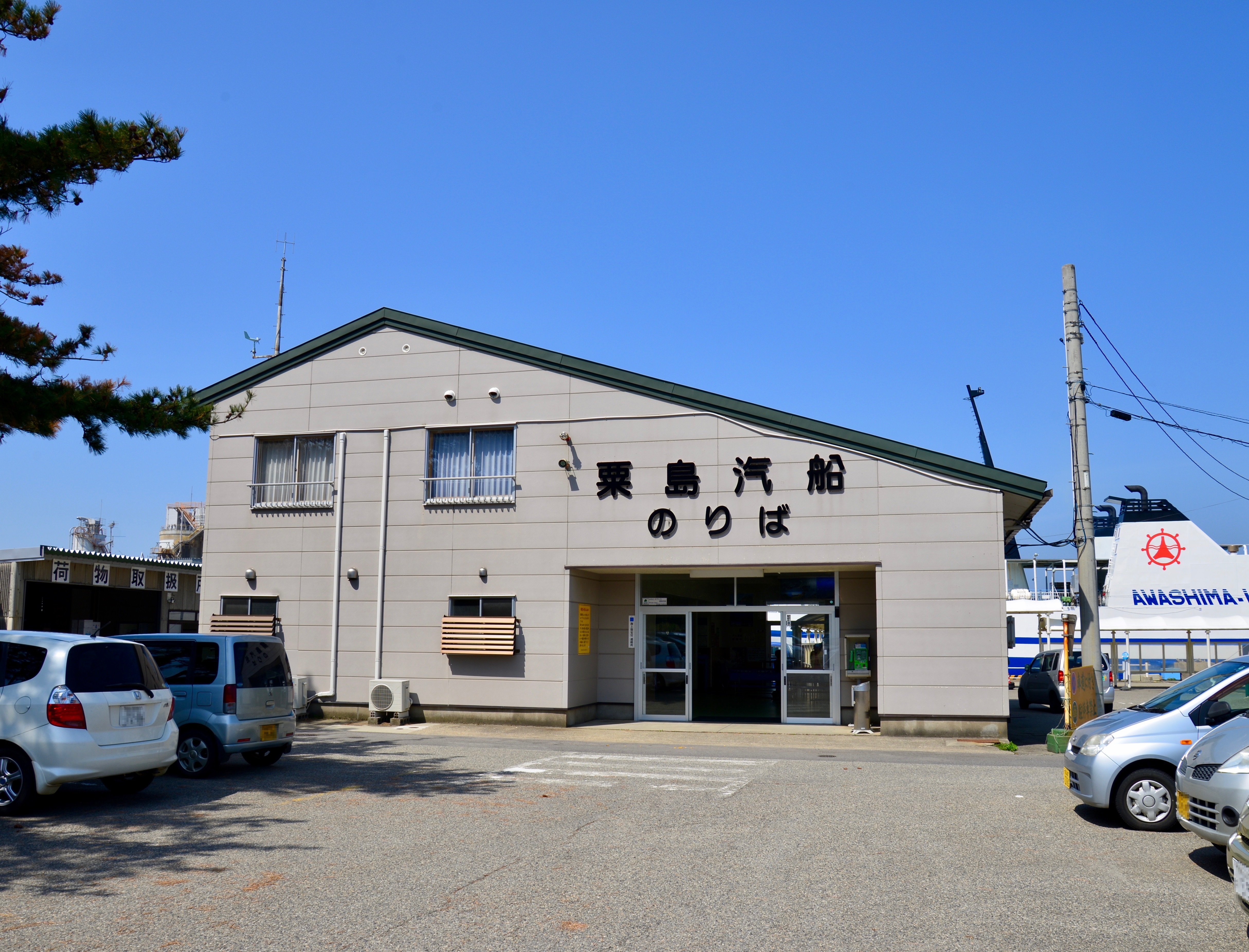
岩船港にある粟島汽船のりば

- 岩船港 - 粟島漁港（内浦）
フェリー（航海時間約85分）と高速船（航海時間約55分）が就航しており、季節により便数が変化する[7]。フェリーは通常期1往復で、夏休み期間中の土日、お盆期間中などの繁忙期は2往復運航される。高速船は5月中と8月下旬以降の平日は2往復、その他は3往復で運航されている。冬期は高速船が11月から3月下旬まで運休となり、その間はフェリー2往復のみの運航となる。また、3月下旬から4月上旬にかけて、フェリーのドック期間中は高速船2往復のみとなる。高速船は乗船前の予約が必要で、ウェブサイト上でのオンライン予約も可能である。

### 社会実験
- 新潟港 - 粟島漁港（内浦）
1974年に廃止された航路であったが、村が来島者増加のため、国土交通省の離島活性化交付金を活用した社会実験として2018年7月から高速船「awaline きらら」を用いて期間限定で復活[2][8]。観光シーズンの土休日など17日間の運航があった2019年には952人の利用があった[9]。

## 船舶

### 就航中の船舶

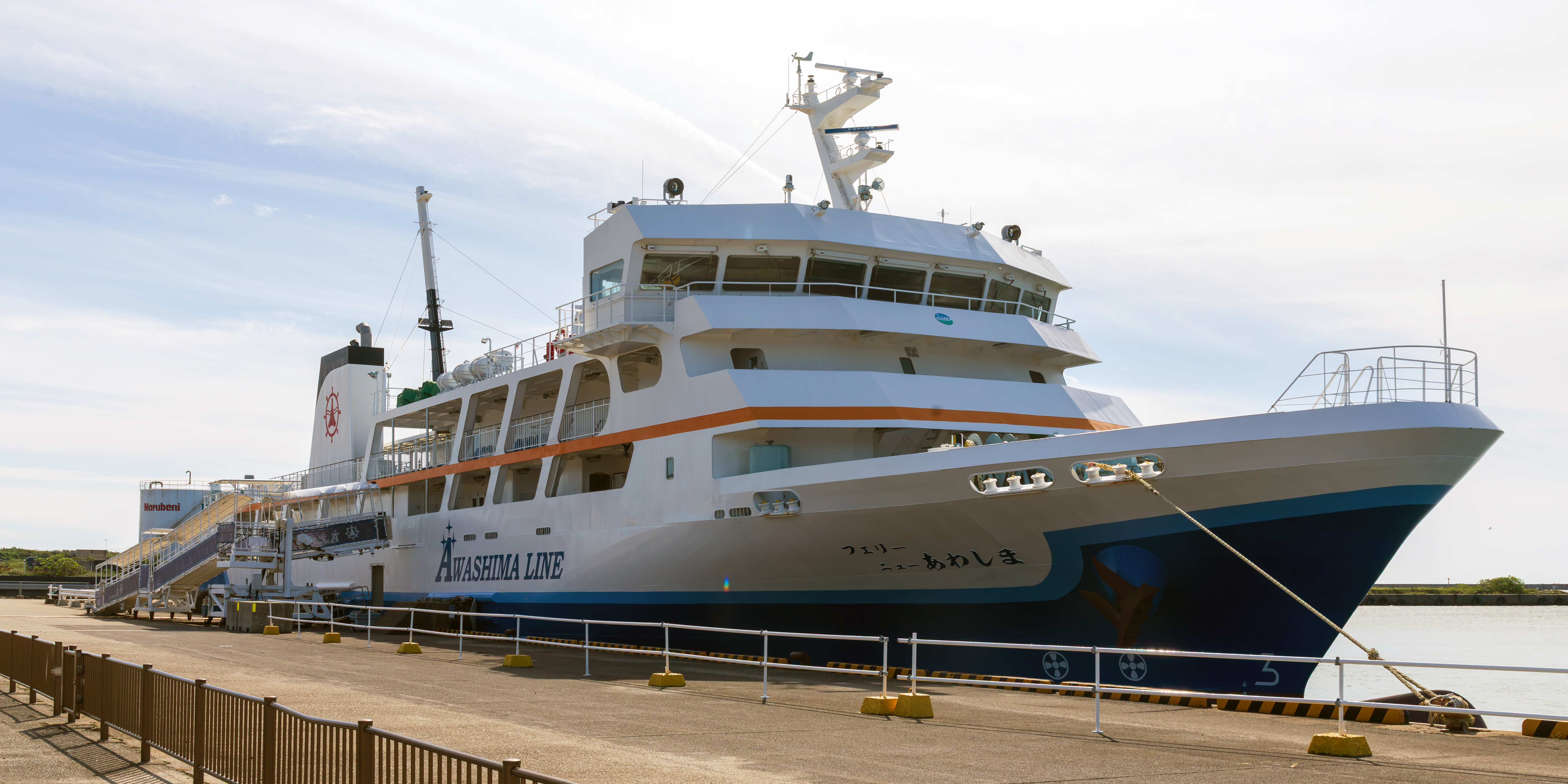
岩船港に停泊する「フェリーニューあわしま」

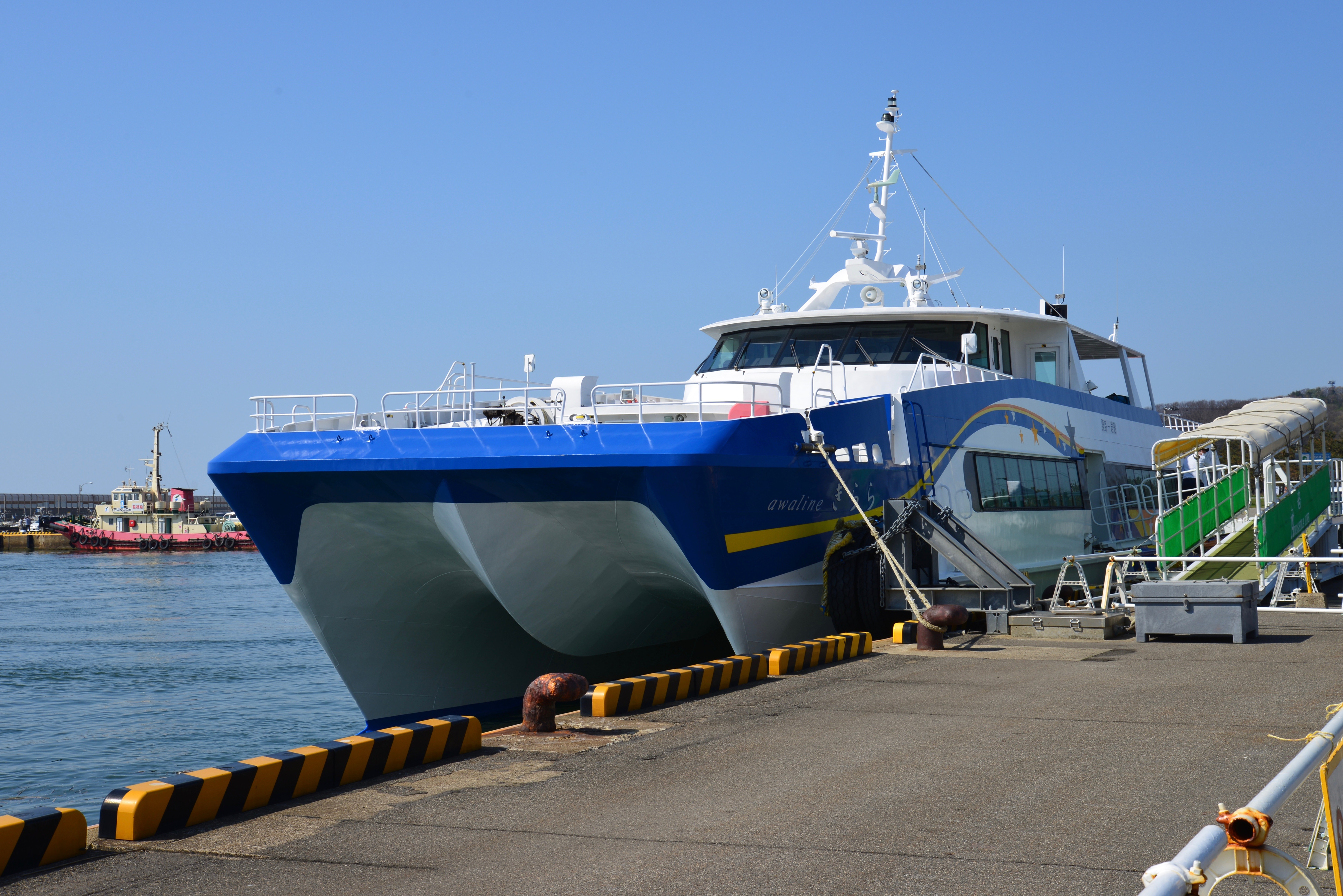
岩船港に停泊する「awaline きらら」

#### フェリー
- フェリーニューあわしま
2019年4月19日就航、654総トン、旅客定員400名[10]
車両の積載能力はあるが島民と用務・業者の車両に限られ、観光客のマイカー・バイクの積込は行っていない。自転車は可。

#### 高速船
- awaline きらら
2011年4月就航[11]、ツネイシクラフト&ファシリティーズ建造（2011年3月29日竣工）、限定沿海
184総トン、全長35.0 m、幅8.7 m、深さ3.3 m、MTU 16V2000M72×2基、機関出力2,880 kW、最大速力28.9ノット（試運転）、航海速力25.0ノット、旅客定員170名、乗組員3名
日本海側で初の双胴高速船。新規開発された自動姿勢制御装置の装備、船型を活かした広い客室と輸送能力などが評価され、シップ・オブ・ザ・イヤー2011で小型客船部門賞を受賞している。
2025年2月、資金繰りに困難が生じる見込みとなった粟島汽船は、社長を兼任する和幸船舶（神戸市）へ売却し、再リース契約して2025年11月に再就航の予定とした。[12]

### 過去の船舶

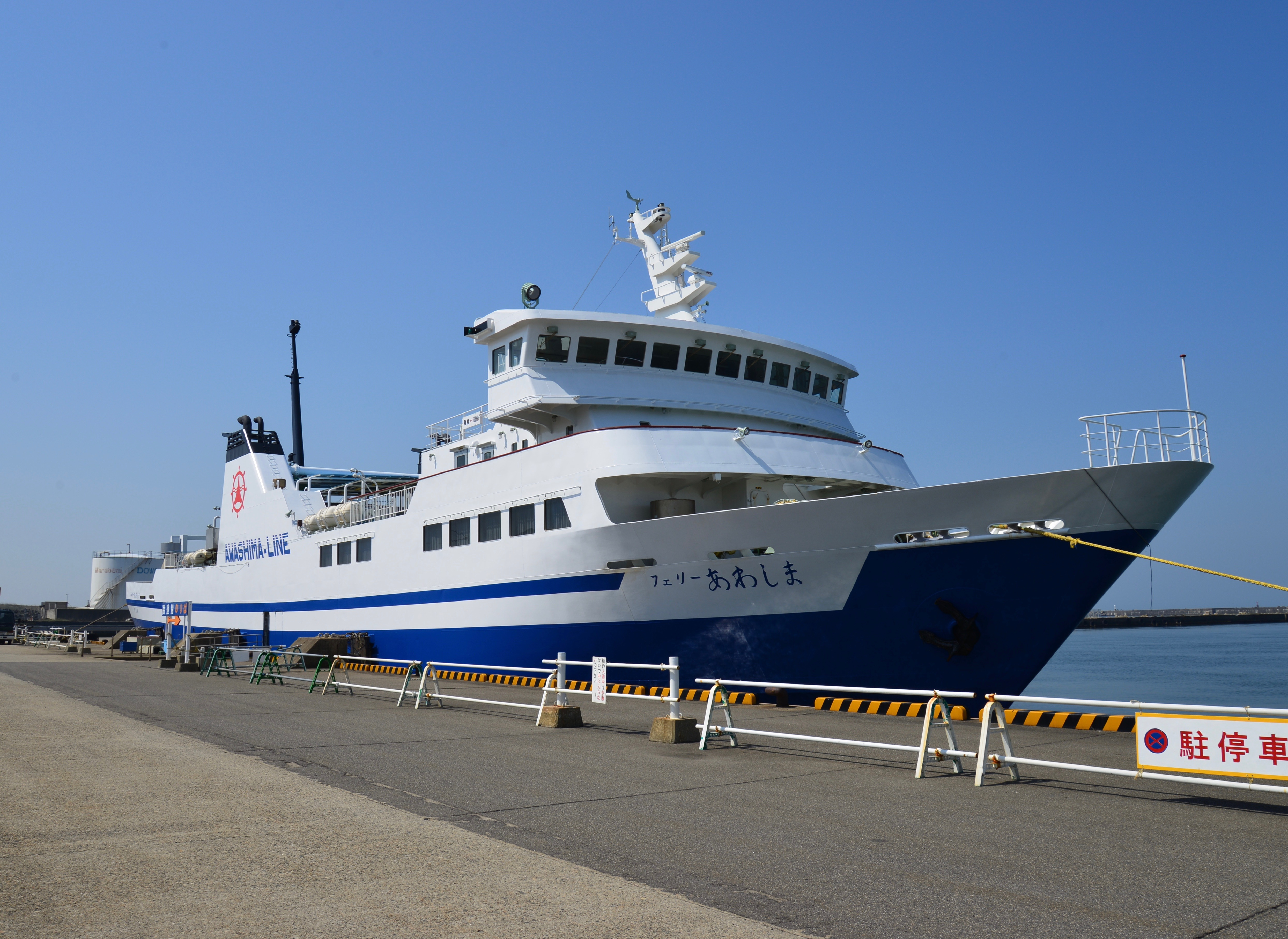
岩船港に停泊する「フェリーあわしま」

- 第八粟島丸[13]（貨客船）
1953年11月進水、古山造船所建造、木造
47.00総トン、登録長20.98 m、型幅4.33 m、型深さ1.98 m、焼玉機関、機関出力150 ps、最大速力6ノット、旅客定員55名
1964年6月16日、新潟地震の津波により岩船港にて座洲、外板を損傷し、1か月半後に航路復帰[14]
- 第十粟島丸[15]（貨物船）
1964年7月17日より岩船 - 粟島航路に臨時就航
- あわしま丸[16]（貨客船）
1966年4月竣工、本間造船所建造、特定船舶整備公団共有
85.11総トン、登録長23.53 m、型幅5.30 m、型深さ2.35 m、ディーゼル1基、機関出力420 ps、航海速力11.30ノット、旅客定員56名
引退後はフィジーで運航。
- えっさ丸[17]（貨客船）
1958年5月竣工、新潟造船建造。1971年佐渡汽船より買船[18]
106.97総トン、全長29.04 m、型幅5.50 m、型深さ2.45 m、ディーゼル1基、機関出力300 ps、航海速力9ノット、旅客定員119人[19]
- こしじ丸[20]（貨客船）
1956年9月竣工、1974年就航（買船）[21]、新潟鉄工所建造、もと佐渡汽船
303.44総トン、全長41.10 m、型幅7.60 m、型深さ3.90 m、ディーゼル1基、機関出力650 ps、航海速力11.00ノット、旅客定員362名
もとは北海商船が建造した小樽 - 利礼航路船「おたる丸」
- いわゆり[22]（高速船）
1979年5月31日竣工、同年6月16日就航[23]、墨田川造船建造
165.26総トン、全長28.45 m、型幅6.00 m、型深さ2.84 m、ディーゼル1基、機関出力2,200 ps、航海速力24.00ノット、旅客定員144名
- みゆき丸[24]（カーフェリー）
1970年5月竣工、1983年7月21日就航（買船）、神田造船所建造。もと佐渡汽船[25]
796.42総トン、全長62.25 m、型幅13.40 m、型深さ4.00 m、ディーゼル1基、機関出力900 ps、航海速力14ノット
旅客定員326名（夏期486名）、大型バス7台・乗用車8台、または乗用車40台
こしじ丸の代替として就航したフェリー化第一船。1992年フィリピンに売船[26] 。
- あすか（高速船）
1989年4月竣工、2010年10月31日運航終了、墨田川造船建造、限定沿海
125総トン、全長33.70 m、垂線間長27.50 m、幅6.50 m、深さ2.73 m、満載喫水1.10 m、ディーゼル3基、機関出力3,000 PS、最大速力29.1ノット、航海速力24.5ノット、乗組員3名、旅客定員173名
やまさ海運に売却され、改造の上「マルベージャ」として軍艦島クルーズ、港内クルーズなどに就航している。
- フェリーあわしま（カーフェリー）
1992年3月竣工、2019年3月27日運航終了、新潟鉄工所[27]建造、限定沿海
626総トン、全長66.00 m、垂線間長56.00 m、幅12.30 m、深さ6.97 m、満載喫水3.20 m、ディーゼル2基、機関出力3,600 PS、最大速力17.11ノット、航海速力15.0ノット
旅客定員314名（臨時定員487名）、乗組員9名（臨時定員13名）、トラック4台、乗用車20台
粟島の生活物資の輸送を一手に引き受けていた。車両の積載能力はあるが島民と業者に限られ、観光客のマイカー積込は行っていない。船内は1等室、2等室に分かれている。

## 事務所
- 本社・粟島営業所
〒958-0061 新潟県岩船郡粟島浦村3
- 岩船営業所
〒958-0058 新潟県村上市岩船港町1-67